# 山王霊験記
『山王霊験記』（さんのうれいげんき）は山王信仰を背景に日吉大社の縁起や霊験を描いた縁起絵巻。紙本著色。沼津日枝神社、比叡山延暦寺、和泉市久保惣記念美術館 、兵庫県立美術館、細見美術館にそれぞれ所蔵作品があり、いずれも重要文化財に指定されている。
戦国時代の公卿、山科言継の日記『言継卿記』に「山王縁起十五巻」「日吉社縁起十五巻」「日吉霊験絵」の記述があるが、原本は現存しない。今日、紙本著色山王霊験記と呼ばれる絵巻はいずれも写本である。2つの系統があり、一方は沼津日枝神社の縁起について描かれた日枝神社所蔵のもの（日枝神社本）で、鎌倉時代に成立したとされている。他方、比叡山の僧侶たちの伝記を中心に日吉山王の霊験を物語る、延暦寺（旧生源寺本）・和泉市久保惣記念美術館（旧蓮華寺本）・兵庫県立美術館（頴川美術館旧蔵、旧井上家本）・細見美術館所蔵のものは室町時代の作と見られている。
詞書のみが残るものとして『日吉山王利生記』（9巻、『続群書類従』所収）や『山王絵詞』（15巻、妙法院蔵）がある。

## 『言継卿記』にみえる『山王霊験記』
『言継卿記』天文19年（1550年）閏5月15日には、比叡山延暦寺月蔵坊から貸し出された「山王縁起十五巻」を、後奈良天皇が叡覧、これに言継が陪席した際の様子が記録されている。
叡山月蔵坊祐増法印、自禁裏被仰下、山王縁起十五巻持進之［中略］使書状等有之、梶井宮御書同被添下之、請取之由、折紙調遣之、則長橋局迄持参、御用之事有之、可祗候之由有之間、酉下刻参内、曼殊院宮、予、四辻中納言等祗候、入江殿御所持之鏡壺被見之、奇特之物也、又山王縁起三巻被出之、各読之、日暮之間、一巻読残了、
【大意】比叡山延暦寺月蔵坊法印祐増が『山王縁起』15巻を御所に持ち運んだ。梶井宮の手紙も添えられたこれを受け取り、折紙を調えて勾当内侍のところへ持参した。夕方遅くに帝の御召しがあり、曼殊院宮や四辻中納言らとともに謹んで参内した。入江殿の珍しい壺を見た後、山王縁起3巻を披見した。おのおのこれを読んだが、夜が更けたので、あと残り一巻は読めずに終わった。
同年8月5日の日記。
自禁裏日吉社縁起十五巻被出之、比叡山へ可返遣之由有之、
【大意】帝より日吉社縁起15巻を比叡山へ返すように、とのこと。
同年8月21日、
叡山東谷月蔵坊弟子三位来、三王縁起浄土寺殿御覧有度之由申、九巻先渡之候了、
【大意】比叡山東谷月蔵坊の弟子三位がやってきて、三王縁起を浄土寺殿が御覧になると言うので、9巻を先に渡した。
同年9月2日、
一條殿右府、日吉霊験御絵御一覧御望之由候間、此方之分六巻進候了、
【大意】一条右大臣が日吉霊験御絵を御覧になりたいというので手元にあった6巻をお渡しした。
同年9月19日、
自叡山東谷月蔵坊松茸一籠十本、送之、日吉霊験絵明日可取進之由有之、
【大意】比叡山東谷月蔵坊より松茸が一かご（10本）送られてきた。日吉霊験絵を明日取りに来るとのこと。
同年9月20日、
日吉霊験絵、先度之残六巻披見之候了、［中略］
自月蔵坊絵請取に使三人有之、一盞勧之、絵十五巻、入櫃封付之渡了、同勅筆之名号天照皇太神宮、日吉八王子権現二幅、申調遣之、梶井宮へ同書状進了、同弟子三位に、青門之御筆折紙二枚遣之、
【大意】日吉霊験絵の残りの6巻の披見を終えた。月蔵坊から受け取りに3人の使者が来た。酒を勧めた。絵巻15巻を櫃に入れ、封をして渡した。帝に揮毫をお願いしていた「天照皇太神宮」と「日吉八王子権現」の名号2幅を渡した。梶井宮には手紙を、月蔵坊弟子三位には青蓮院門跡が書かれた折紙2枚を渡した。
この一連の記述における「山王縁起」「日吉社縁起」「三王縁起」「日吉霊験御絵」「日吉霊験絵」はいずれも同一の絵巻物を指していると考えられ、これにより、言継がこの日記を記した当時には、15巻からなる山王霊験記絵巻が延暦寺東塔東谷に存在していたことがわかる。

## 山王霊験記（沼津日枝神社）
- 紙本著色　巻子装　1巻　37.6 x 664.5 cm　鎌倉時代[16]
- 東京国立博物館寄託
- 弘安11年（1288年）の奥書

静岡県沼津市にある日枝神社の創始（縁起）を描いたもので、関白藤原師通が日吉山王の神罰によって急死した逸話を中心に物語る。源義綱と比叡山との諍いを端緒に、神人に対して関白の命を受けた武士が馬上から射掛けて蹴散らす様子、師通が体調を崩す場面などが描かれている。

## 山門僧伝
延暦寺、和泉市久保惣記念美術館、兵庫県立美術館所蔵の『山王霊験記』は、比叡山（山門）ゆかりの僧侶たちの伝記を中心とした日吉山王の霊験を物語る内容であることから、山門僧伝とも呼ばれる。

絵画の側面からみた特徴としては、白い線で周囲を縁どられた青いすやり霞が共通点として挙げられる。
蓮華寺本以下の諸本は、寂済または土佐光信の筆とする所伝があったらしく、具のはいった群青の霞を白線でくくり、これを天地や場面の接続部にしきりに用いる傾向や、硬化した描線と形式化した表現手法など、室町時代の作品であることをあらわしている。

### 山王霊験記（延暦寺）
- 紙本著色　巻子装　1巻　31.5 x 1011.0 cm　室町時代[21]
- 生源寺旧蔵

滋賀県大津市の生源寺に伝わっていたもので、生源寺本とも呼ばれる。安居院法印覚守が日吉山王に参篭して祈祷した利益により、正和2年（1313年）、広義門院が念願の皇子（のちの光厳天皇）を出産した話をはじめ、正応3年（1290年）の安居院の火事にも山王の御神体が無事だった話などをおさめる。

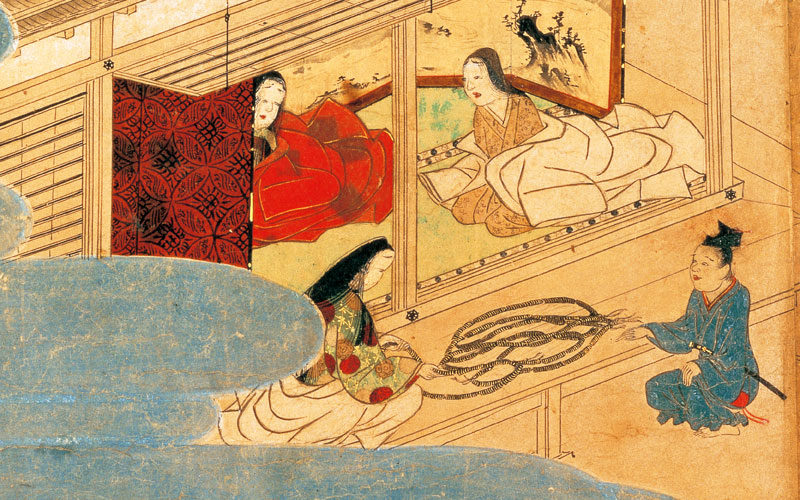
借上の使いから借金をする場面（和泉市久保惣記念美術館蔵）

### 山王霊験記（和泉市久保惣記念美術館）
- 紙本著色　巻子装　2巻（上巻32.4 x 1207.5 cm　下巻 32.4 x 1102.5 cm）室町時代[21]
- 蓮華寺旧蔵

京都市左京区の蓮華寺に伝わっていたもので、蓮華寺本とも呼ばれる。戦後、久保惣太郎の所有となった。上巻には、乗っていた船が難破するもひとり助かった子どもが、山の中で日吉大社の神使とされる猿たちに育てられ、のちに比叡山の僧侶となった話、下巻には、困窮した女性が高利貸し（借上）の使いから借金をする様子を描いたものなどが含まれる。

### 山王霊験記（兵庫県立美術館）
- 紙本著色　巻子装　1巻　33.0 x 1123.0 cm　室町時代[21]
- 井上家旧蔵 →頴川美術館旧蔵

美術愛好家でもあった井上馨が所蔵し、かつては井上侯爵家本とも呼ばれたが、戦後、頴川徳助の所有となった。兵庫県西宮市にあった頴川美術館からの寄贈を受け、2019年より兵庫県立美術館が頴川コレクションとして所蔵。良源の弟子として知られる暹賀・聖救の兄弟が幼いころ、頭上に蜂が飛んできたのを、蜂は日吉山王の使者であるという託宣を受けて比叡山へ向かった話などがおさめられている。

### 山王霊験記（細見美術館）
- 紙本著色　巻子装　1巻　32.1 x 930.0 cm　室町時代[27]

山王社に奉じるため、一切経を求めて船で海を渡り宋に向かうところや、東塔西谷の智賢阿闍梨が病死して地獄に落とされるも、山王二宮第三王子（悪王子）が現れ、閻魔王にとりなす場面などが描かれる。